# Подільське (Тульчинський район)
Подільське (до 2024 року — Суворовське; до 1946 — Війтівка) — село в Україні, у Тульчинській міській громаді Тульчинського району Вінницької області. Населення становить ▼1790 осіб. У письмових джерелах є відомості про існування села в XVIII столітті.

## Назва
7 червня 1946 року село Війтівка Тульчинського району отримало назву «Суворовське» і Війтівську сільську Раду названо Суворовською.
19 вересня 2024 року Верховна Рада підтримала перейменування села Суворовське на Подільське. 26 вересня 2024 року перейменування набуло чинності.

## Географічні дані
Суворо́вське (до 1946 року — Війтівка) — село, центр сільської Ради, лежить за 6 км від районного центру Тульчин та за 6 км від залізничної станції Журавлівка. Сільраді підпорядковані населені пункти Білоусівка Перша, Грабівка, Кільтява.
Територія: всього 6449,1 га.

## Історія
В давнину село входило до маєтностей Потоцьких.
На 1893 р. село належало до Журавлівської волості Брацлавського повіту Подільської губернії. Було 2070 мешканців, 416 будинків. У власності селян — 2928 десятин, церкви — 91 десятина (церква зведена в 1869 р.).
7 (20) листопада 1917 року, відповідно до Третього Універсалу Української Центральної Ради, увійшло до складу Української Народної Республіки.
Місцева сільська рада утворена в 1944 р.
Рішенням облвиконкому від 14 жовтня 1971 р. с. Білоусівка Перша — село Тульчинського району приєднано до села Суворовське,

с. Білоусівка Друга (до 1971) — село Тульчинського району Вінницької області перейменоване на село Білоусівка (Тульчинський район).
12 червня 2020 року, відповідно до Розпорядження Кабінету Міністрів України від № 707-р «Про визначення адміністративних центрів та затвердження територій територіальних громад Вінницької області», увійшло до складу Тульчинської міської громади.
19 липня 2020 року, в результаті адміністративно-територіальної реформи та ліквідації Тульчинського району, село увійшло до складу новоутвореного Тульчинського району.

## Населення

### Мова
Розподіл населення за рідною мовою за даними перепису 2001 року:
| Мова       | Кількість | Відсоток |
| ---------- | --------- | -------- |
| українська | 2475      | 98.76 %  |
| російська  | 28        | 1.12 %   |
| румунська  | 2         | 0.08 %   |
| гагаузька  | 1         | 0.04 %   |
| Усього     | 2506      | 100 %    |

## Сучасність
У Суворовському є школа, будинок культури, бібліотека.

### Заклади культури
Будинки культури — 2
Бібліотеки — 4
Музеї — 2

### Спортивні заклади та споруди
Стадіони — 1; спортивні майданчики — 2; спортивні зали — 2.

## Пам'ятки

### Основні історичні та історико-архітектурні пам'ятки
Пам'ятник загиблим воїнам, пам'ятник Леонтовичу, Шевченку, парк "Леонтовичу, Шевченку, парк «Пам'ять» — 3.

### Пам'ятки природи
- Ковалева — ландшафтний заказник місцевого значення.

## Персоналії
У селі народились:
- Войтко Микола Федорович (1976—2022) — старший солдат Збройних Сил України, учасник російсько-української війни, що загинув у ході російського вторгнення в Україну в 2022 році.
- Сокиринський Григорій Андрійович (1900—1974) — український радянський художник.
- Ткач Ігор Михайлович (1997—2023) — старший солдат Національної гвардії України, учасник російсько-української війни.
- Тодоров Дмитро Русланович — капітан, учасник російсько-української війни. Герой України.